# Bahnhof Yotsuya
Der Bahnhof Yotsuya (jap. 四ツ谷駅, Yotsuya eki) ist ein Bahnhof in der japanischen Hauptstadt Tokio. Er wird gemeinsam von den Bahngesellschaften JR East und Tōkyō Metro betrieben. Der bedeutende Umsteigeknoten zwischen Eisenbahn und U-Bahn befindet sich im äußersten Osten des Bezirks Shinjuku.

## Verbindungen
Yotsuya ist ein Durchgangsbahnhof. Parallel zueinander verlaufen die Chūō-Hauptlinie von Tokio über Shinjuku nach Shiojiri (deren Gleise identisch mit jenen der Chūō-Schnellbahnlinie Tokio–Shinjuku–Takao sind) sowie die Chūō-Sōbu-Linie von Mitaka über Shinjuku und Akihabara nach Chiba. Alle drei Linien werden von der Bahngesellschaft JR East betrieben. Ihre Trasse kreuzt sich mit zwei U-Bahn-Linien der Gesellschaft Tōkyō Metro. Die Marunouchi-Linie verbindet Ogikubo und Hōnanchō mit Shinjuku, Ōtemachi und Bahnhof Ikebukuro, während die Namboku-Linie von Meguro über Iidabashi nach Akabane-iwabuchi führt.
Das Angebot im Regionalverkehr auf der Chūō-Schnellbahnlinie umfasst die Kakueki-teisha-Nahverkehrszüge sowie die Kaisoku-, Tsūkin kaisoku- und Tsūkin-tokkai-Eilzüge mit Zugfolgen von wenigen Minuten. Ausgangspunkte sind in der Regel Tokio im Osten sowie Takao und Ōtsuki im Westen. Manche dieser Züge verkehren über Ōtsuki hinaus nach Kawaguchiko oder wechseln in Tachikawa auf die Ōme-Linie. Der Lokalverkehr durch die inneren Tokioter Vororte wird auf der Chūō-Sōbu-Linie abgewickelt, die über eigene Gleise verfügt und von den beiden anderen Linien betrieblich unabhängig ist. Während der Hauptverkehrszeit beträgt die Zugfolge nur zweieinhalb Minuten, wobei mehrere Züge über Mitaka hinaus nach Musashi-Koganei verkehren und erst dort wenden. Tagsüber werden neun Züge stündlich angeboten.
Die Züge der Marunouchi-Linie fahren tagsüber alle vier bis fünf Minuten, während der Hauptverkehrszeit alle zwei bis drei Minuten und spätabends alle fünf bis sechs Minuten. Auf der Namboku-Linie fahren die Züge tagsüber alle sechs Minuten, während der Hauptverkehrszeit alle drei bis fünf Minuten und spätabends sieben bis neun Minuten. Ein Teil wird in Akabane-iwabuchi auf die Saitama-Schnellbahnlinie nach Urawa-misono durchgebunden. Auf der Straße vor dem Kōjimachi-Ausgang an der Nordseite des Bahnhofs befindet sich eine Bushaltestelle, die von einer Linien der Gesellschaft Toei Bus bedient wird; hinzu kommt eine Quartierbuslinie der Bezirksverwaltung Shinjuku.

## Anlage
Der Bahnhof steht an der Grenze zwischen den Stadtteilen Yotsuya im Westen, Rokubanchō im Nordosten und Kōjimachi im Südosten. Ersterer gehört zum Bahnhof Shinjuku, die beiden anderen zum Bezirk Chiyoda. In der Nähe befinden sich der Akasaka-Palast (heute als Gästehaus für Staatsgäste genutzt), der Sotobori-Park, der Wolkenkratzer Co・Mo・Re Yotsuya, der Yotsuya-Campus der Sophia-Universität mit der St.-Ignatius-Kirche sowie mehrere weitere Bildungseinrichtungen und Bürogebäude.
Die Anlage von JR East ist von Norden nach Süden ausgerichtet und befindet sich in einem tief eingeschnittenen und trockengelegten Teil des Sotobori, des ehemaligen äußeren Stadtgrabens von Edo. Sie wird rechtwinklig von der Hauptverkehrsachse Sotobori-dōri überquert und umfasst vier Gleise an zwei überdachten Mittelbahnsteigen. Darüber spannt sich das Empfangsgebäude in Form eines Reiterbahnhofs. Das Gebäude besitzt drei Ausgänge auf der ebenerdigen Verteilerebene: nach Yotsuya im Westen, nach Kōjimachi im Norden und nach Akasaka im Süden. Treppen, Rolltreppen und Aufzüge stellen die Verbindung zu den Bahnsteigen her. Der westliche Ausgang ist in das kleine Einkaufszentrum Atré Yotsuya integriert.

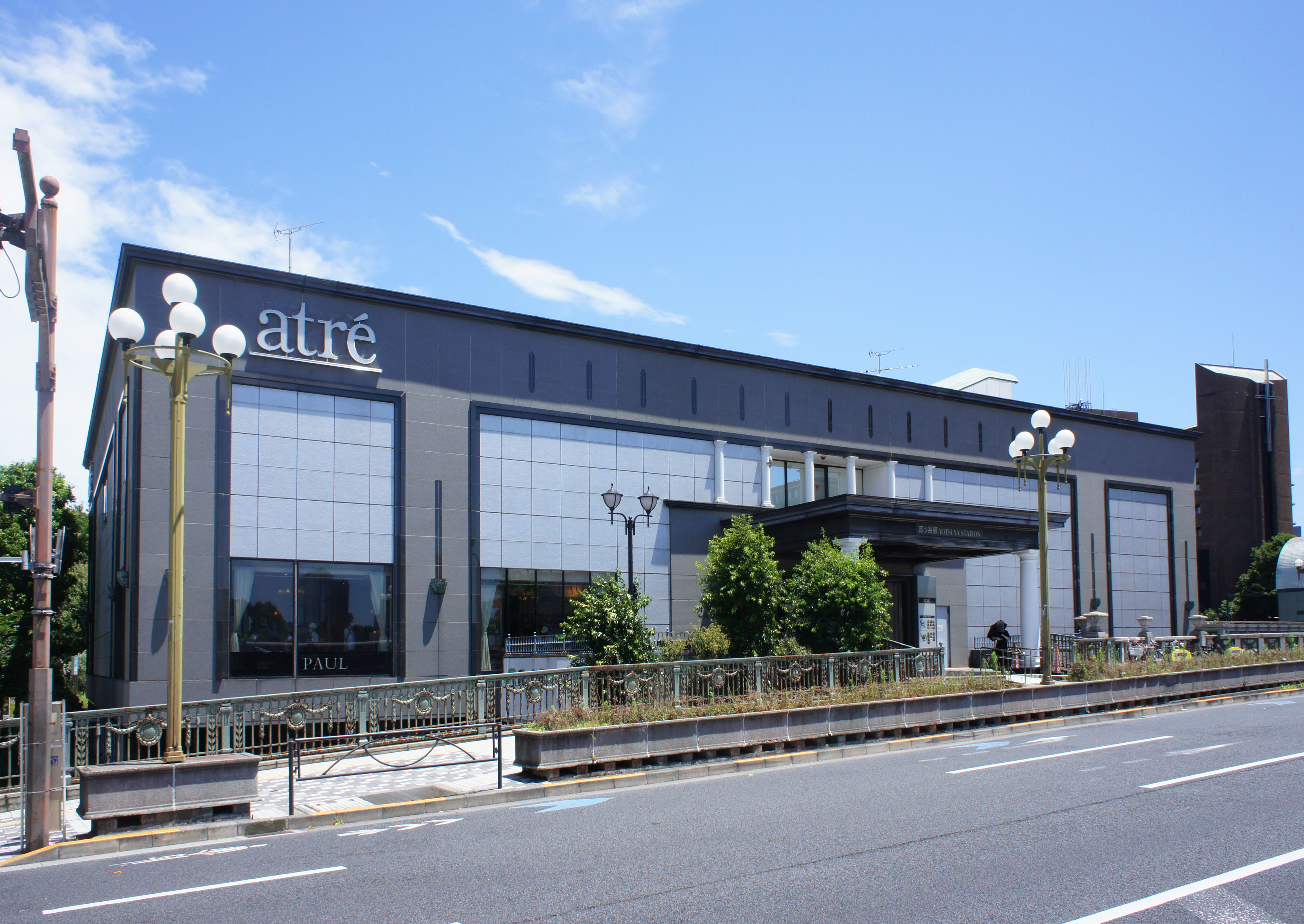
Yotsuya-Eingang mit Atré-Einkaufszentrum

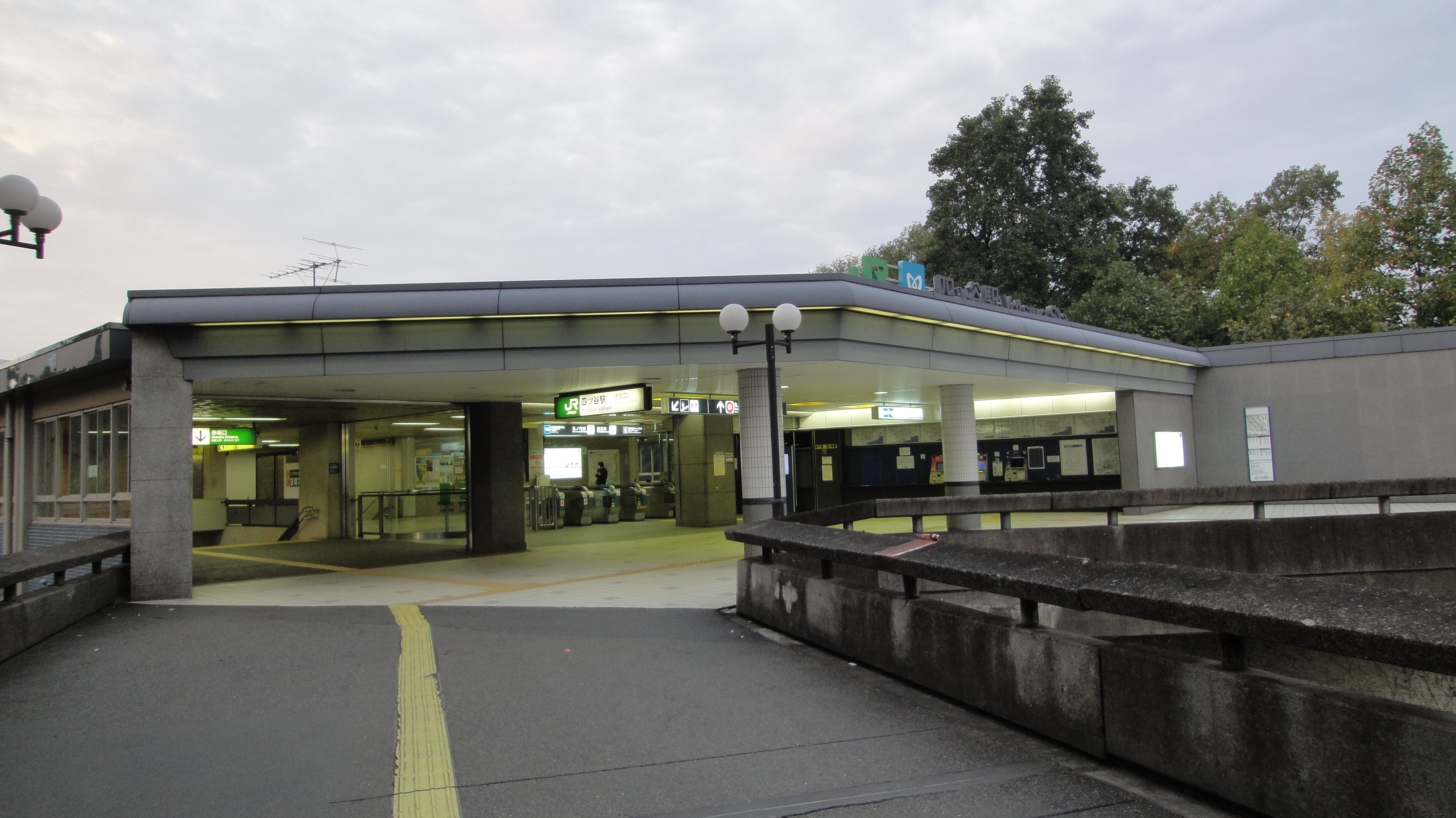
Akasaka-Eingang

Der Einschnitt wird im südlichen Teil von einer geschwungenen Stahlbrücke überquert, auf der die Gleise der Marunouchi-Linie verlaufen. Diese liegen an zwei vollständig überdachten Seitenbahnsteigen, die einen Kurvenradius von 500 Metern besitzen. Der gesamte U-Bahnhof, einschließlich der Bahnsteige, hat ein Gefälle von 7 Promille in Richtung Shinjuku und wird davor und dahinter von Abschnitten mit einem Gefälle von 35 Promille flankiert. Aufgrund der Topografie bilden die Bahnsteige das Untergeschoss, obwohl sie über der Chūō-Hauptlinie liegen. Der U-Bahnhof der Namboku-Linie befindet sich westlich des JR-East-Bahnhofs in der dritten Ebene unter der parallel verlaufenden Präfekturstraße 405 und umfasst zwei Gleise an einem Mittelbahnsteig.
Im Fiskaljahr 2019 nutzten durchschnittlich 164.040 Fahrgäste täglich den Bahnhof. Davon entfielen 98.813 auf JR East und 65.227 auf Tōkyō Metro.

## Bilder

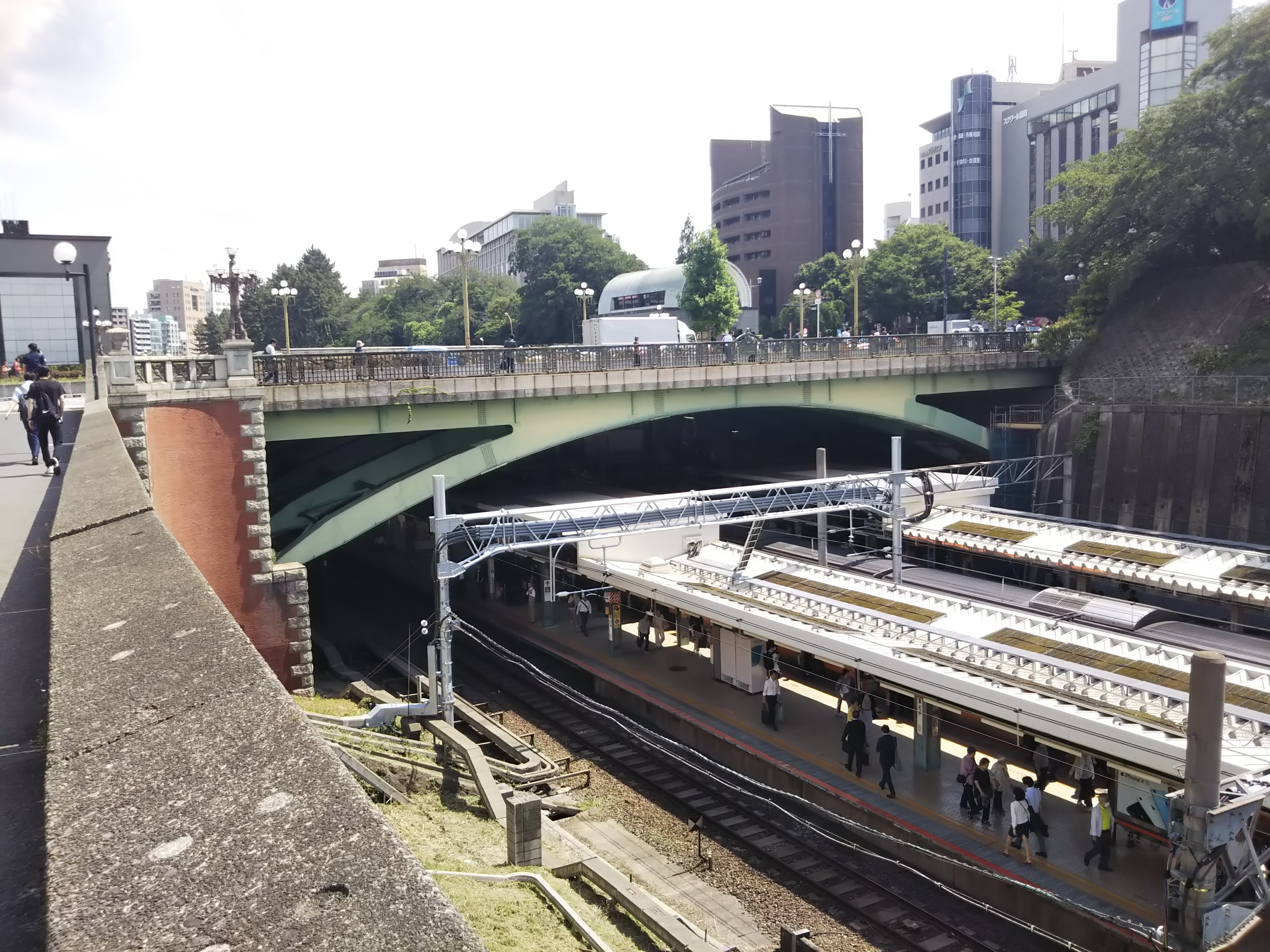
JR-East-Bahnsteige im Einschnitt
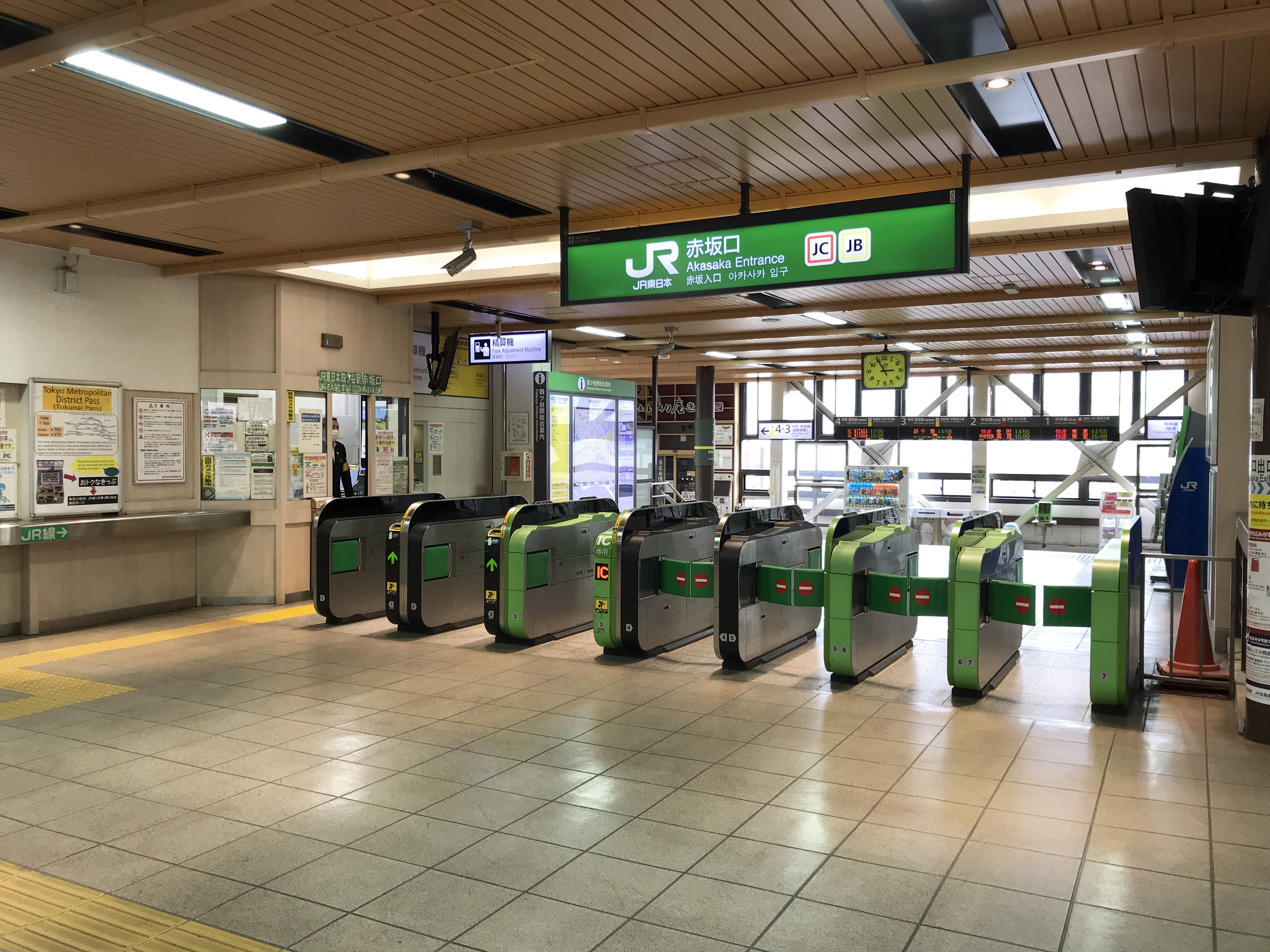
Bahnsteigsperren
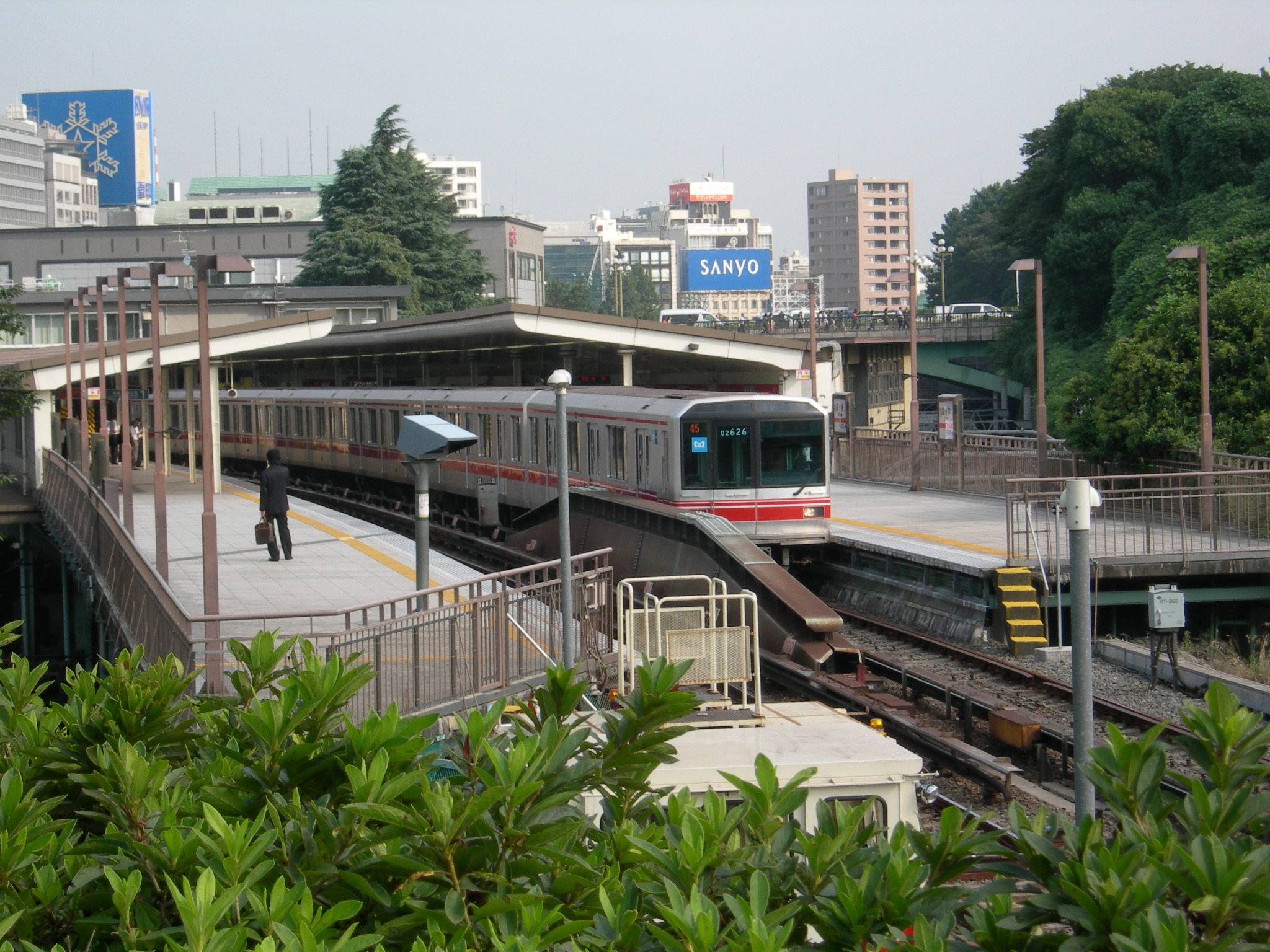
Marunouchi-Linie
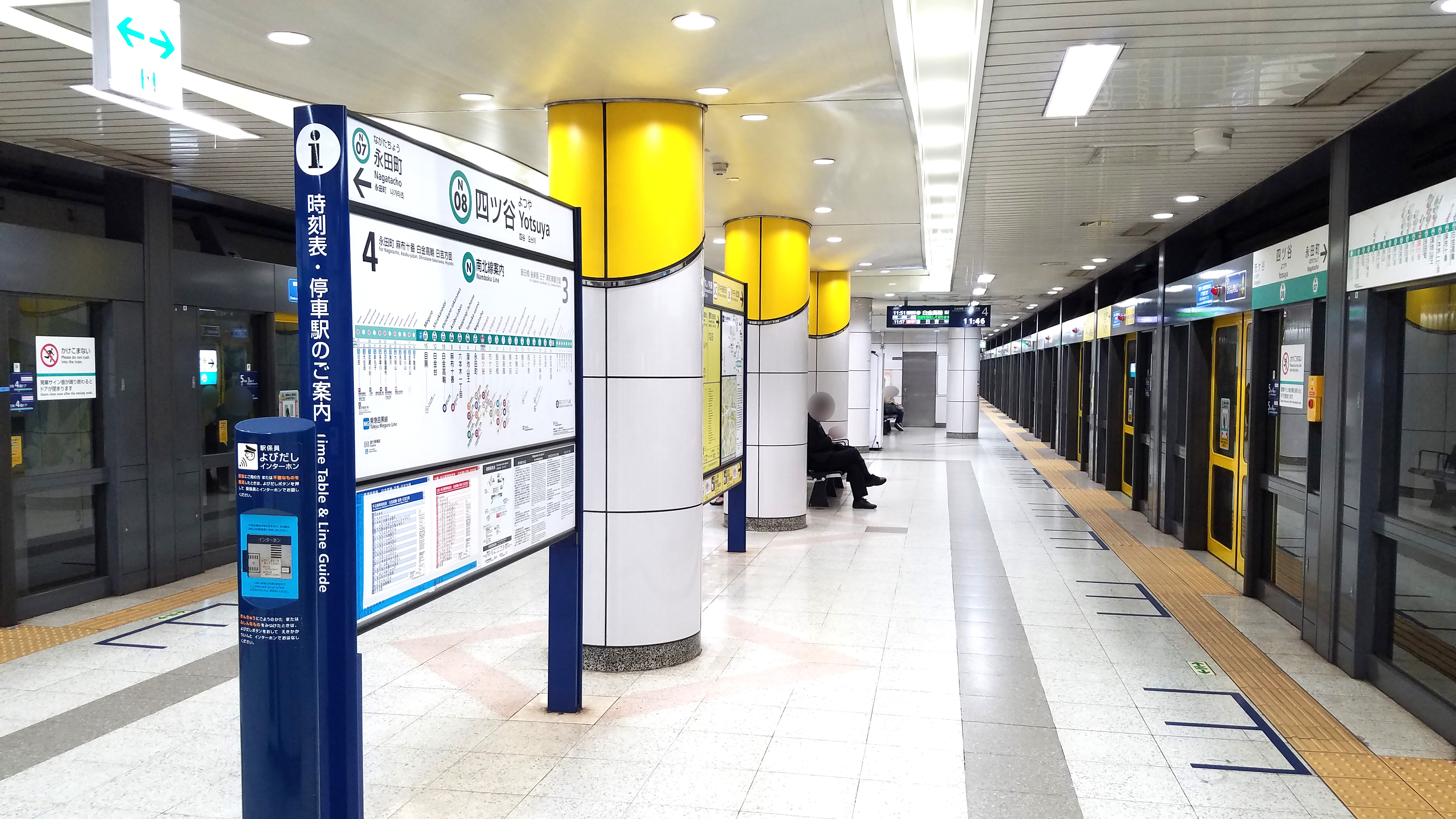
Namboku-Linie

## Gleise
JR East:
| 1 | ▉ Chūō-Schnellbahnlinie | Ochanomizu • Tokio                |
| 2 | ▉ Chūō-Schnellbahnlinie | Shinjuku • Mitaka • Takao • Takao |
| 3 | ▉ Chūō-Sōbu-Linie       | Akihabara • Funabashi • Chiba     |
| 4 | ▉ Chūō-Sōbu-Linie       | Shinjuku • Nakano • Mitaka        |

Tōkyō Metro:
| 1 | Marunouchi-Linie | Shinjuku • Hōnanchō • Ogikubo           |
| 2 | Marunouchi-Linie | Ōtemachi • Ochanomizu • Ikebukuro       |
| 3 | Namboku-Linie    | Iidabashi • Komagome • Akabane-iwabuchi |
| 4 | Namboku-Linie    | Tameike-sannō • Meguro                  |

## Linien
| Verlauf der Chūō-Schnellbahnlinie |
| --- |
| Tokyo –Kanda • Ochanomizu • Yotsuya • Shinjuku • Nakano • Kōenji • Asagaya • Ogikubo • Nishi-Ogikubo • Kichijōji • Mitaka • Musashi-Sakai • Higashi-Koganei • Musashi-Koganei • Kokubunji • Nishi-Kokubunji • Kunitachi • Tachikawa • Hino • Toyoda • Hachiōji • Nishi-Hachiōji • Takao |

| Verlauf der Chūō-Schnellbahnlinie |
| --- |
| Chiba • Nishi-Chiba • Inage • Shin-Kemigawa • Makuhari • Makuharihongō • Tsudanuma • Higashi-Funabashi • Funabashi • Nishi-Funabashi • Shimōsa-Nakayama • Moto-Yawata • Ichikawa • Koiwa • Shin-Koiwa • Hirai • Kameido • Kinshichō • Ryōgoku • Asakusabashi • Akihabara • Ochanomizu • Suidōbashi • Iidabashi • Ichigaya • Yotsuya • Shinanomachi • Sendagaya • Yoyogi • Shinjuku • Ōkubo • Higashi-Nakano • Nakano • Kōenji • Asagaya • Ogikubo • Nishi-Ogikubo • Kichijōji • Mitaka |

## Geschichte
Die Bahngesellschaft Kōbu Tetsudō eröffnete den Bahnhof am 9. Oktober 1894, zusammen mit dem Abschnitt Shinjuku–Iidabashi der späteren Chūō-Hauptlinie. Von Anfang an diente er ausschließlich dem Personenverkehr. Als Folge des Eisenbahnverstaatlichungsgesetzes gelangten die Strecke und der Bahnhof am 1. Oktober 1906 an das Eisenbahnamt (das spätere Eisenbahnministerium). Am 15. März 1959 erhielt Yotsuya die erste Anbindung ans U-Bahn-Netz, als die Gesellschaft Eidan (heute Tōkyō Metro) die Marunouchi-Linie von Kasumigaseki nach Shinjuku verlängerte. Im Rahmen der Staatsbahnprivatisierung ging der Bahnhof am 1. April 1987 in den Besitz der neuen Gesellschaft JR East über. Nach mehrjähriger Bauzeit wurde das neue Bahnhofsgebäude Yotsuya atré am 28. September 1990 in Betrieb genommen, zusammen mit einem zweigeschossigen Einkaufszentrum. Mit der Fertigstellung des Streckenabschnitts ab Komagome hielt am 26. März 1996 erstmals ein Zug der Namboku-Linie am Bahnhof. Yotsuya war rund anderthalb Jahre lang die Endstation, bis zur Eröffnung des nachfolgenden Teilstücks nach Tameike-sannō am 30. September 1997. 2012 erfolgte die Renovation des atré-Gebäudes.